# Tramway de Gérardmer
Ligne essentiellement touristique constituant cependant un des maillons de la première liaison transvosgienne, la ligne de Gérardmer à Retournemer, au col de la Schlucht et au Hohneck, fruit du secteur touristique gérômois, fut la première à être ouverte des trois lignes à voies métriques reliant la vallée de la Moselle, côté vosgien, à la vallée de la Fecht, côté alsacien.

## Chronologie
- 22 juin 1896 : déclaration d'utilité publique du tronçon Gérardmer - Retournemer et concession à M. Gutton
- 25 juillet 1897 : ouverture du tronçon Gérardmer - Retournemer
- 19 juin 1900 : rétrocession aux Tramways de Gérardmer
- 18 janvier 1902 : déclaration d'utilité publique du tronçon Retournemer - La Schlucht - Le Hohneck et concession aux Tramways de Gérardmer
- 29 juin 1904 : ouverture du tronçon Retournemer - La Schlucht - Le Hohneck
- 14 juillet 1923 : accident au Hohneck
- 12 août 1925 : rachat de la concession par le département
- 1er octobre 1925 : affermage aux SE
- 1932 : électrification du tronçon Gérardmer - Retournemer
- 21 février 1935 : exploitation confiée à la SATE
- 28 août 1940 : suspension du service
- 19 décembre 1950 : déclassement de la ligne

## Historique

### Section Gérardmer - Retournemer

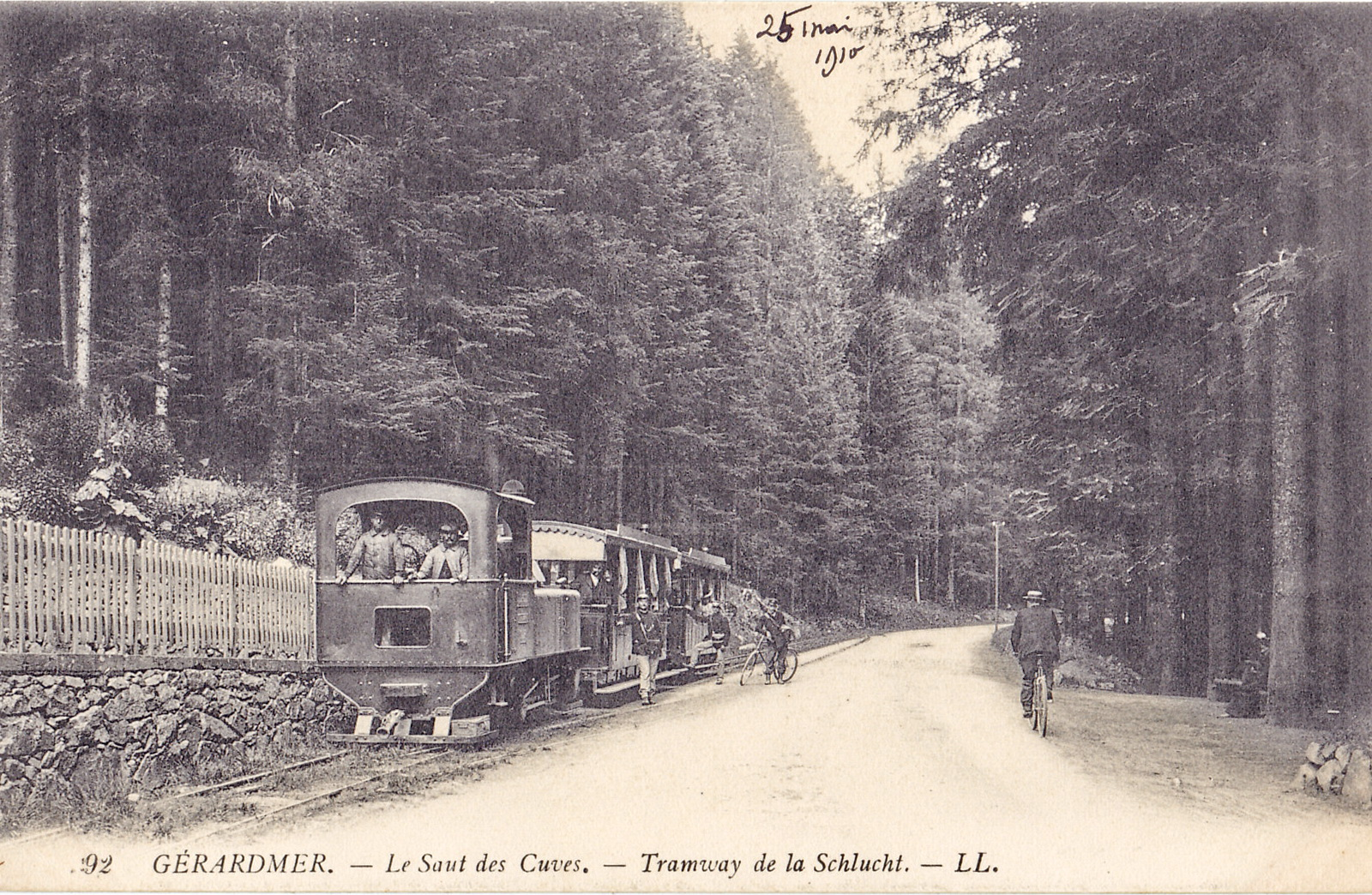
Le tramway à vapeur au Saut des Cuves

Le premier tronçon de la ligne fut déclaré d'utilité publique par décret du 22 juin 1896, approuvant la convention du 8 juin 1896 concédant la ligne à Henri Gutton, polytechnicien et architecte nancéien. Le 19 juin 1900, la Société des Tramways de Gérardmer se substitua à M. Gutton.
Initialement envisagée à voie de 60, la ligne, finalement concédée et construite à voie métrique, fut tracée entre la gare Est de Gérardmer et le terminus, situé au nord du lac de Retournemer, via le boulevard Kelsch, puis la nationale 417 avec laquelle elle franchissait la Vologne au lieu-dit le Saut des Cuves, puis un chemin forestier longeant par la rive nord le lac de Longemer, qu'elle délaissait en fonction des contraintes du relief, en particulier à proximité immédiate du terminus où, pour franchir un éperon rocheux, la ligne franchit un tunnel de 14 m creusé à même la roche.
Après autorisation obtenue le 15 juillet 1897, la ligne fut ouverte avec quatre automotrices à vapeur Serpollet qui n'eurent qu'une existence éphémère : essayées du 25 juillet au 4 août 1897, elles firent la preuve de leur inadaptation à une ligne dont les rampes atteignaient jusqu'au 54 mm m−1. L'exploitant se rabattit donc rapidement sur deux locomotives Weidknecht de type 030T de 11,5 t à vide, construites à Anzin, et ayant reçu comme noms de baptême La Vologne pour la no 2 et La Jamagne pour la no 3. Une troisième locomotive, de type SLM-Winterthur fut acquise d'occasion en 1908 ; construite en 1893, baptisée La Forgotte et ayant reçu le no 1, elle permit la mise en circulation simultanée de deux trains sur la ligne, de quoi permettre de répondre à la forte demande, en particulier en haute saison.
Avec un parc complété par 14 voitures, construites essentiellement par les ateliers de Blanc-Misseron, et très peu de wagons, la ligne n'ayant pas vocation à remplir un service de marchandises, la compagnie put assurer un service estival nominal dès l'été 1898, avec les jours de week-end un aller-retour par heure, le trajet de bout en bout durant 45 min. Un service hivernal, à vocation ouvrière, eut lieu pendant la construction de la ligne vers la Schlucht, et quelques prémices d'un service lié aux sports d'hiver émergèrent dès l'hiver 1912-1913.

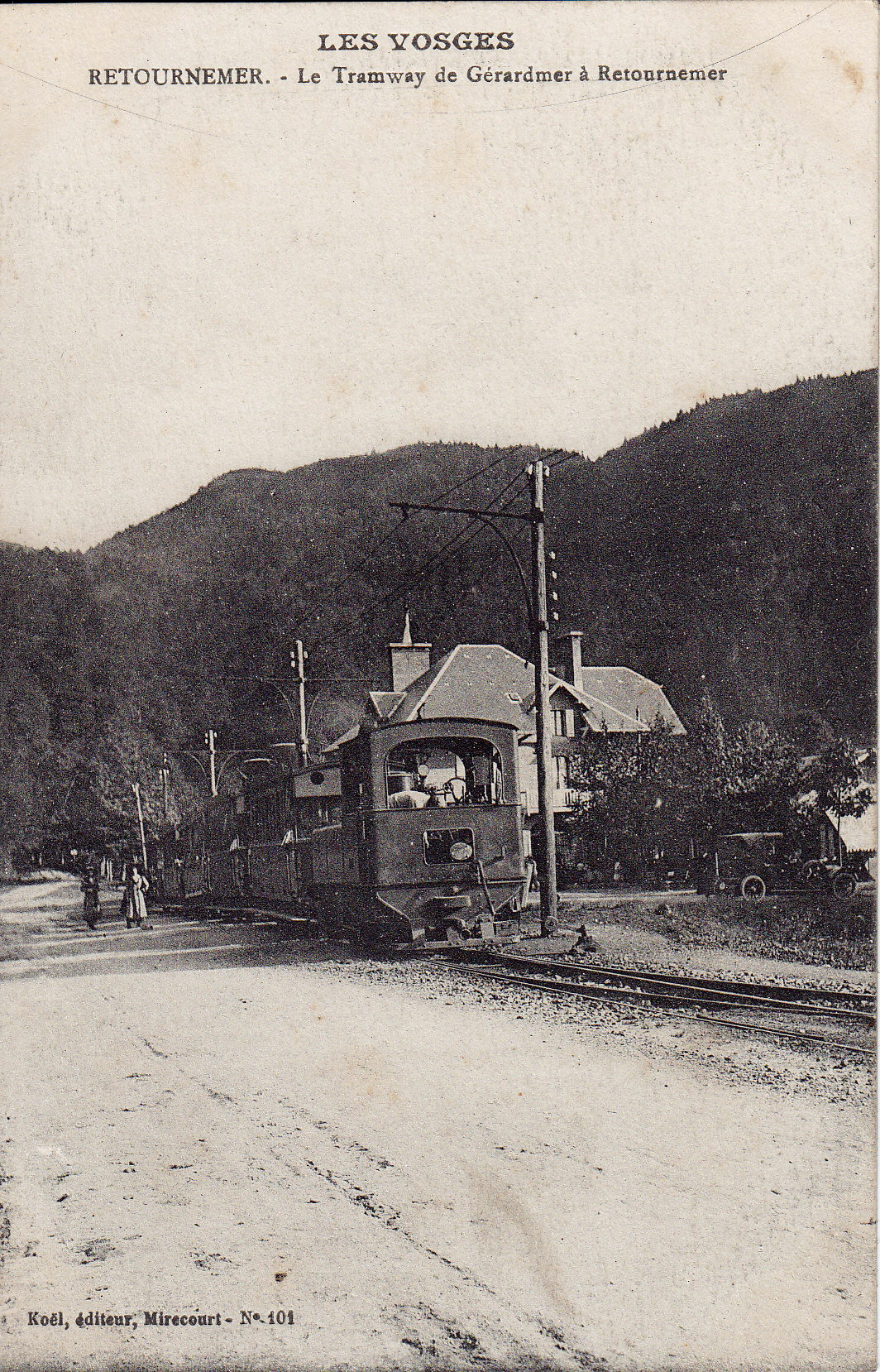
Train à vapeur à Retournemer.
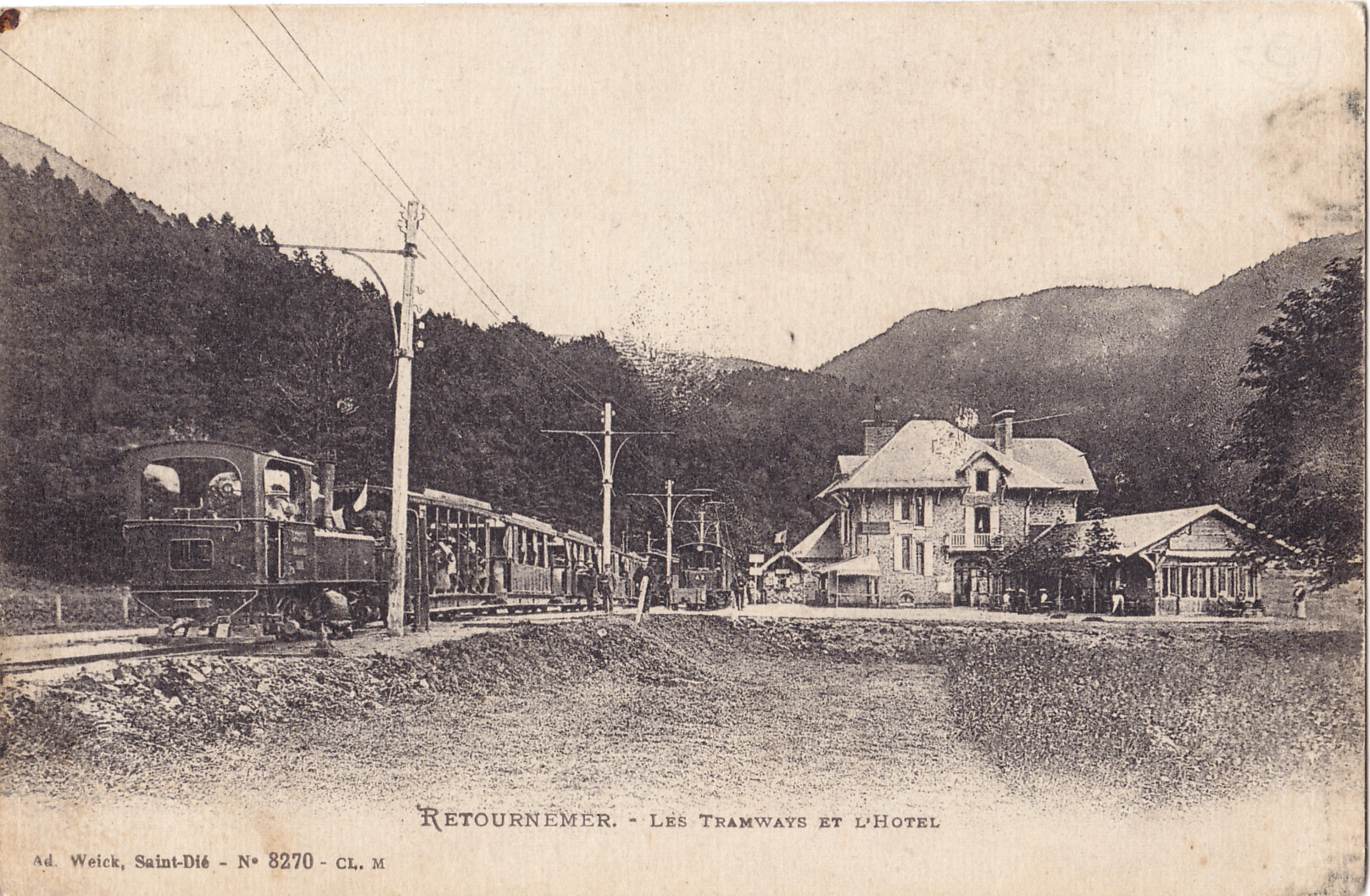
La station de Retournemer : Le train à vapeur vers Gérardmer, et, au fond, l'automotrice électrique A2 vers le Hohneck.
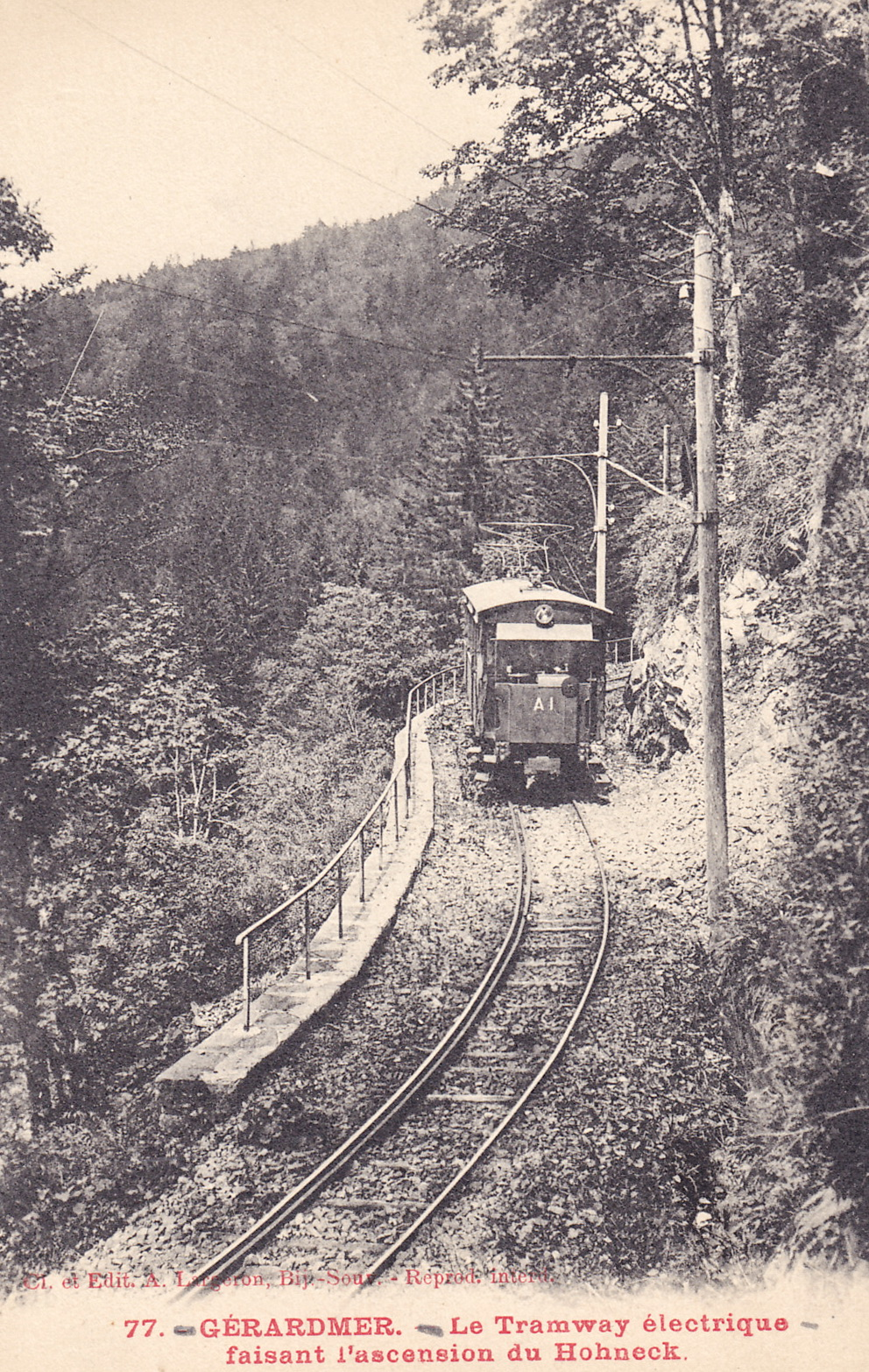
La motrice A1 faisant l'ascension du Hohneck.

### Section Retournemer - La Schlucht - Le Hohneck
L'idée d'atteindre les crêtes a rapidement émergé. M. Gutton a d'abord envisagé la création d'un funiculaire à contrepoids d'eau, voie métrique et crémaillère Abt pour le freinage entre le terminus initial de Retournemer et le lieu-dit Bellevue, situé entre la roche du Diable et le Collet, sur la nationale 417.
Cependant, le projet, reporté à la suite des déboires connus par les automotrices à vapeur, a finalement vu le jour sous la forme d'un ligne à adhérence simple, qui, moyennant quelques concessions aux exigences du Génie (en particulier une courbe de 40 mètres de diamètre en tranchée taillée dans la roche, virant à 180°, au lieu-dit la grande tranchée, et une longue rampe de 80 mm m−1), a été déclarée d'utilité publique par décret du 18 janvier 1902, ce décret approuvant la convention du 7 décembre 1901 qui concédait la ligne à la société des tramways de Gérardmer.
Serpentant le long du massif entre Retournemer et le col de la Schlucht via le col des Feignes et le Collet, la ligne atteignait son point culminant entre le Collet et la Schlucht, à la bifurcation de l'embranchement vers la station du Hohneck que les trains pouvaient atteindre, après rebroussement au col, après avoir gravi 2 600 m d'une rampe de 60 mm m−1. La station se trouvait 44 m en contrebas du sommet du ballon, à 1 322 m d'altitude.
Électrifiée dès l'origine en courant alternatif 600 V continu produit dans une centrale construite le long de la ligne de Gérardmer, à 500 m en aval de Retournemer où se trouvait par ailleurs le dépôt des automotrices avec une remise à 6 voies, la ligne présentait l'originalité d'avoir une ligne de contact amovible à proximité du Hohneck afin de permettre sa dépose pour l'hiver.
Le matériel roulant était constitué de quatre automotrices De Dietrich construites à Lunéville est numérotée A1 à A4, de 34 places assises et 36 places couchées, livrées en 1904. Deux automotrices complémentaires furent livrées en 1913, pour desservir la section La Schlucht — Le Hohneck. Numérotées H1 et H2, elles furent construites à Preston, en Angleterre, par la Limited Electric Car Co.
Autorisé dès le 29 juin 1904, le service comportait un départ de Retournemer par heure, une partie des trains rebroussant à la Schlucht pour atteindre le Hohneck. Le trajet demandait une demi-heure de Retournemer à la Schlucht et un quart d'heure de la Schlucht au Hohneck.

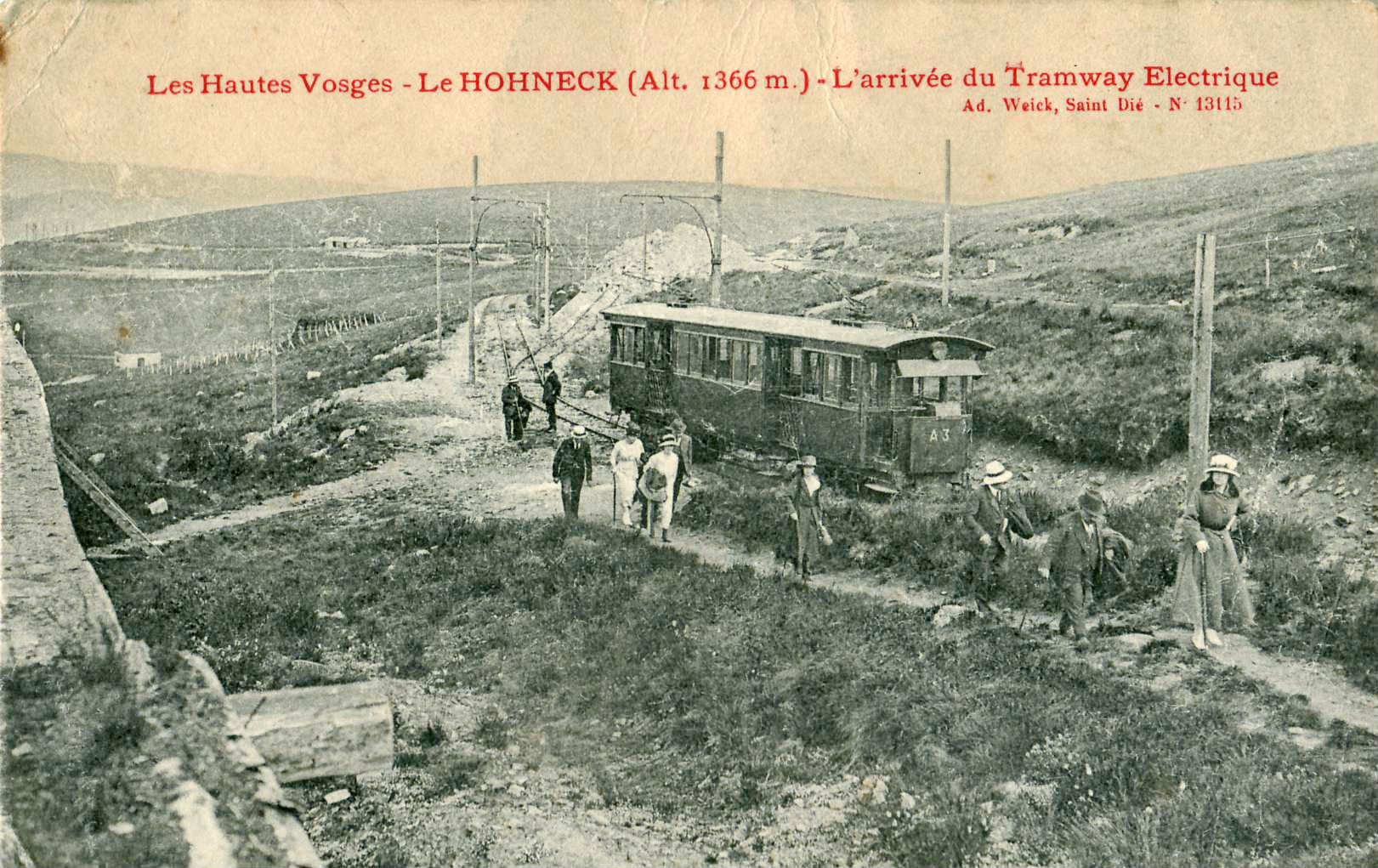
Automotrice De Dietrich  A3 à la station terminale du Hohneck.
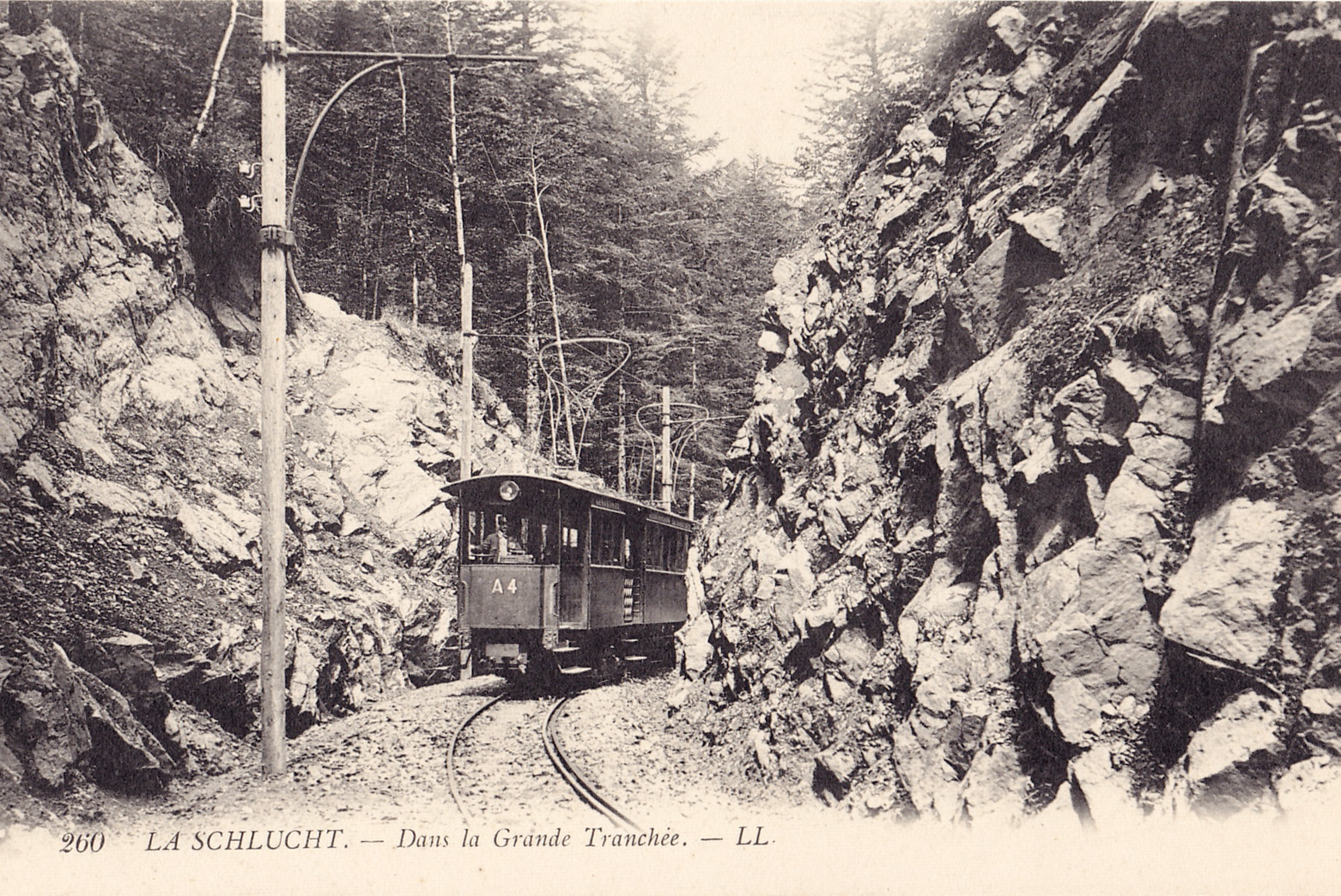
Motrice A4 dans la Grande Tranchée.
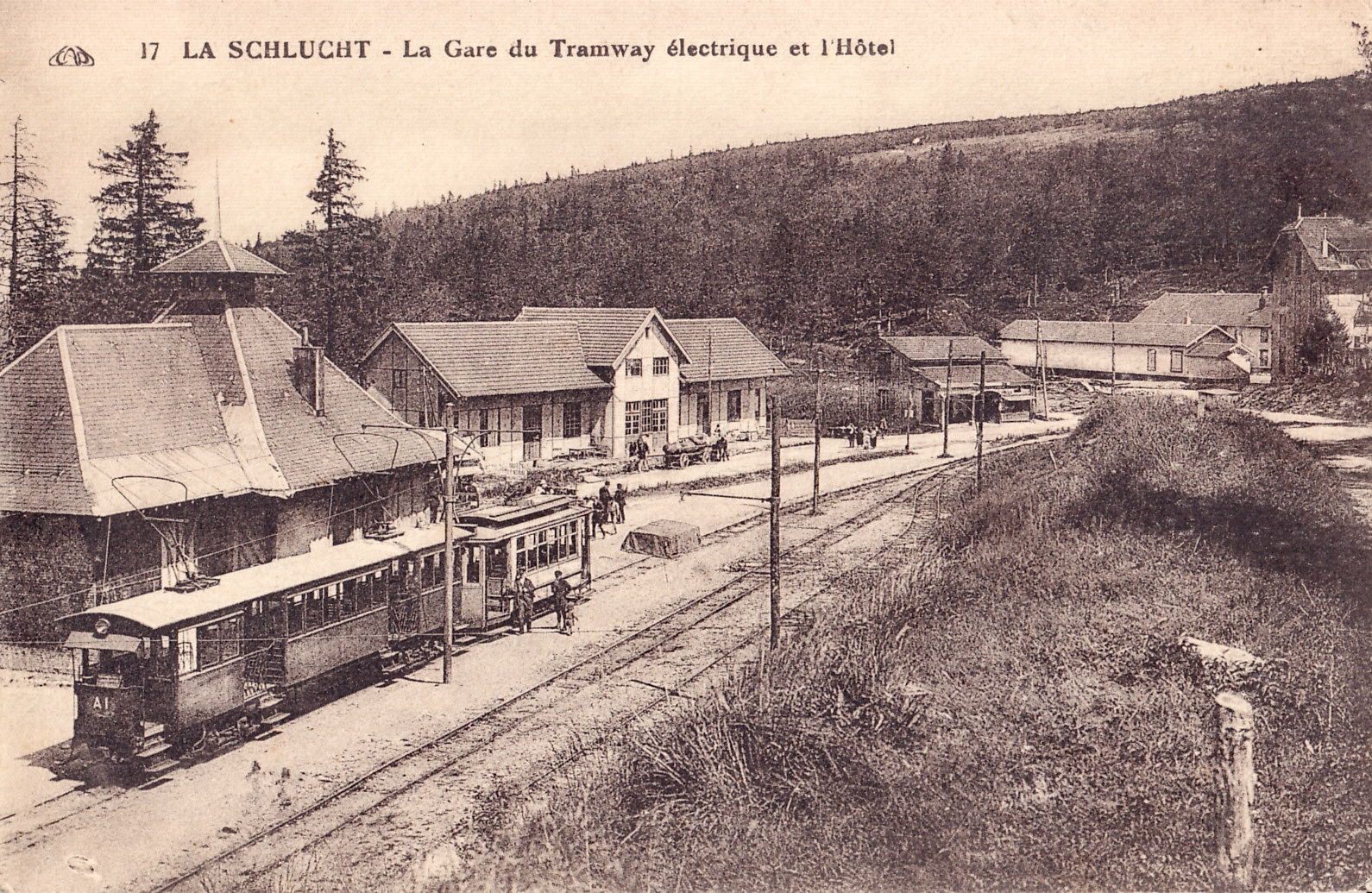
Motrice A1 à la station terminale de la Schlucht.
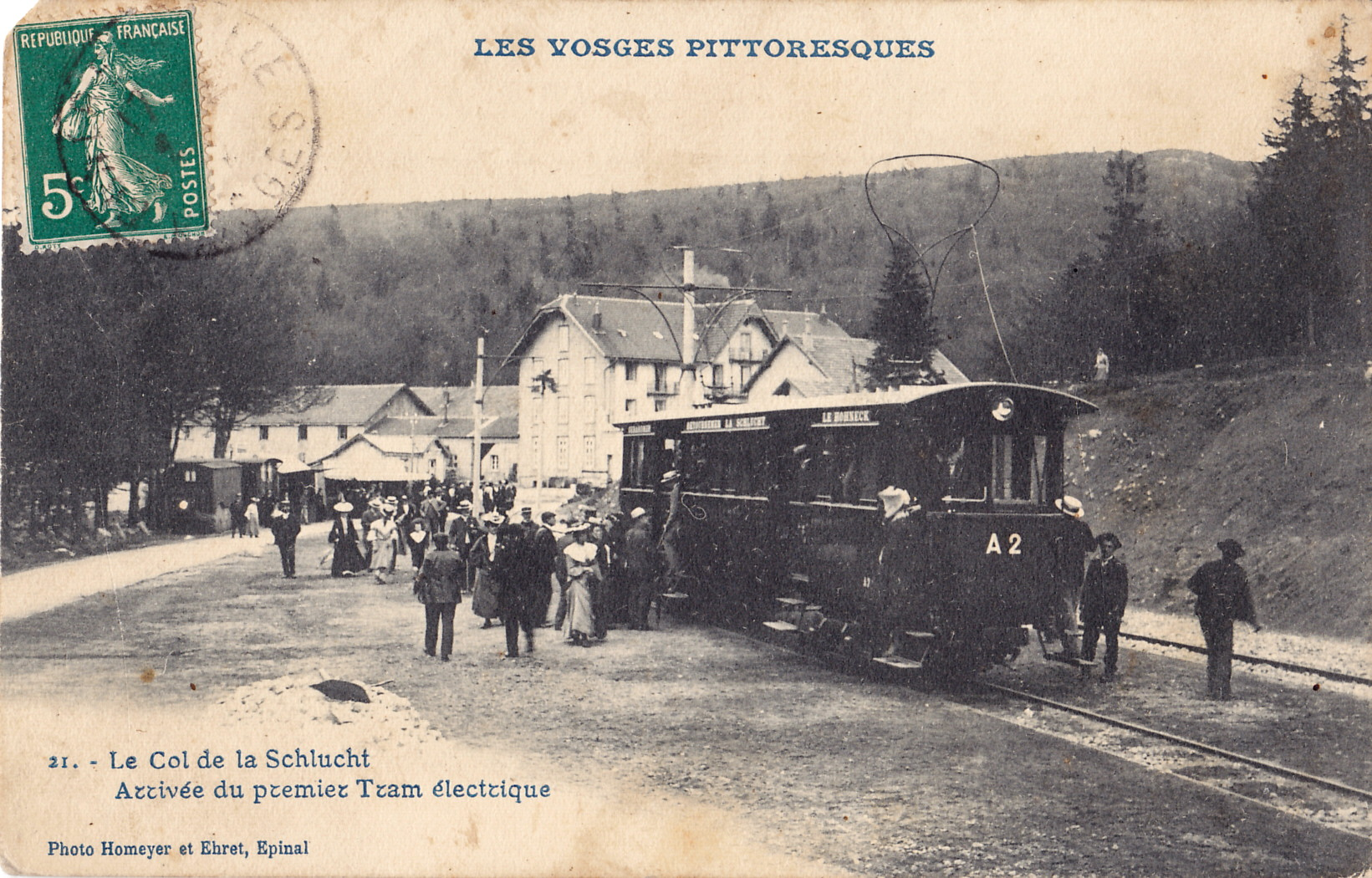
Motrice A2 au Col de la Schlucht.

### Le Gérardmer - Schlucht - Hohneck
En 1913, le concessionnaire envisageait d'importants travaux afin de développer la ligne et permettre un service hivernal, se mettant en phase avec le développement des sports d'hiver. Étaient envisagés le raccordement des deux lignes de Munster et de Retournemer au col de la Schlucht et l'électrification de la section Gérardmer — Retournemer. Mais la guerre tut ces ambitions.
L'Armée, prenant possession de la ligne, y apporta du matériel issus des réseaux d'Eure-et-Loir, d'Ille-et-Vilaine, du Grenoble — Villard-de-Lans et de Nice ; elle construisit un téléphérique reliant le lac de Retournemer, le sommet du Hohneck, le lac de Schiessrothried et la vallée de la Wormsa ; elle créa enfin des raccordements et développa les installations des terminus de Gérardmer et du col de la Schlucht, permettant la desserte depuis le côté français de l'Altenberg, station jusqu'à laquelle la caténaire avait été prolongée.
Après guerre, bien que l'établissement d'une liaison continue entre Gérardmer et Munster nécessitant, comme envisagé 5 ans plus tôt par M. Gutton, les raccordements aux gares terminus et l'électrification globale de la ligne. Mais les études se prolongent et finalement n'aboutissent pas, le profil du côté alsacien nécessitant la redéfinition du tracé afin de supprimer la section à crémaillère.
En attendant, le concessionnaire reprend le service, dans quasiment les mêmes conditions qu'avant-guerre, l'automotrice A4 ayant été rendue inutilisable par faits de guerre. Le 14 juillet 1923, survient un accident jugé très grave à l’époque, qui fit deux ou quatre morts (les sources divergent). Deux automotrices se télescopent entre le Hohneck et la Schlucht. Pour une raison inconnue, la voiture qui venait d’arriver au point terminus de la voie, au Hohneck, se met soudain à reculer, sa soixantaine de voyageurs étant encore à bord. Or 800 m plus bas, montait une seconde voiture. Le conducteur de cette voiture, M. Gille, sonna l’alarme, stoppa et demanda à ses voyageurs de descendre. Accrochées l’une à l’autre, les deux voitures dérivèrent sur 1 300 m et finirent par quitter les rails dans une courbe côté talus. Bilan : plusieurs morts, une trentaine de blessés et deux automotrices complètement détruites.

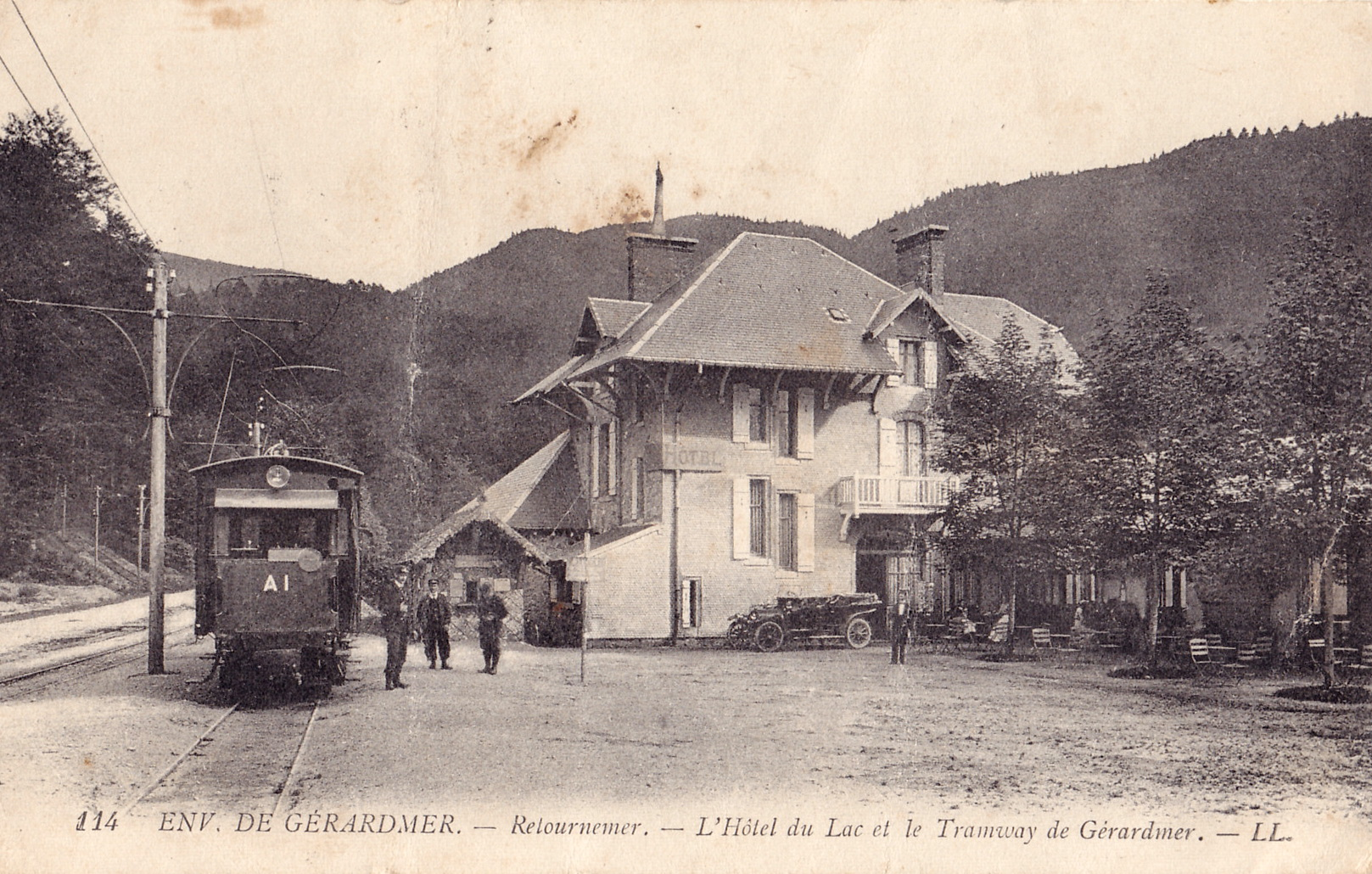
Motrice A1, avant guerre, devant l'Hôtel du Lac.

Affecté par cet accident et par les difficultés d'exploitation qui en résultent — seule l'automotrice A1 restant utilisable pour le service entre Retournemer et la Schlucht —, M. Gutton ne s'oppose pas au rachat de la concession par le département, officialisé par le décret du 12 août 1925 approuvant la convention du 22 janvier 1925. À compter du 1er octobre 1925, l'intégralité de la ligne Gérardmer — Schlucht — Hohneck (GSH) est affermé à la société générale des chemins de fer économiques (SE).

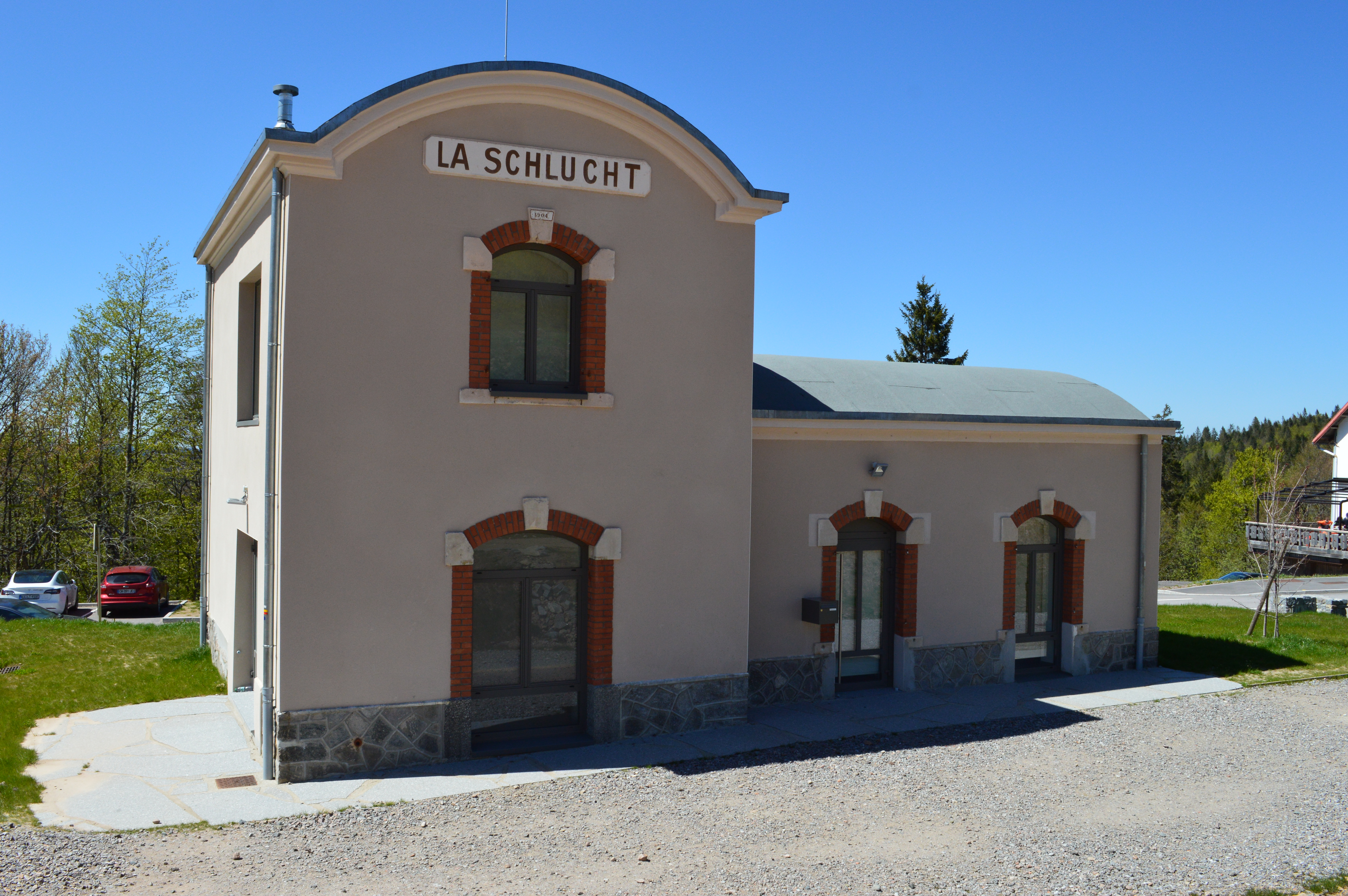
Gare du tramway au col de la Schlucht.

La SE entreprend immédiatement l'achèvement de la liquidation des installations militaires, la construction d'une nouvelle gare au col de la Schlucht et l'électrification de la section Gérardmer — Retournemer, qui sera effective en 1932. Elle complète le parc, dans lequel subsistaient les deux locomotives Weidknecht, les automotrices A1, H1 et H2, et une partie des voitures et wagons d'origine, par reconstruction des trois autres automotrices A, qui firent leur retour en 1925, après travaux dans les ateliers De Dietrich de Lunéville.
Le service assuré par les SE était plus restreint que celui assuré par les Tramways de Gérardmer ; par ailleurs, à la suite de la fermeture du tramway Munster — La Schlucht, le service partiel La Schlucht — Le Hohneck assuré par les H se révélait inutile, les touristes alsaciens disposant de leurs propres véhicules. Les deux automotrices assurèrent donc le service entre Gérardmer et Retournemer à compter de 1932, date de l'électrification de la section. 
Tout comme pour la ligne de Remiremont, l'exploitation de la ligne de la Schlucht fut confiée, par convention du 21 février 1935, à la Société Auxiliaire des Transports Automobiles de l'Est (SATE), qui assurera le service jusqu'au 28 août 1940, où il fut suspendu à cause de la guerre. Démontée lors de l'occupation, la voie ne fut jamais reconstruite et la ligne fut déclassée par décret du 19 décembre 1950.